# Kosmiczny Teleskop Hubble’a

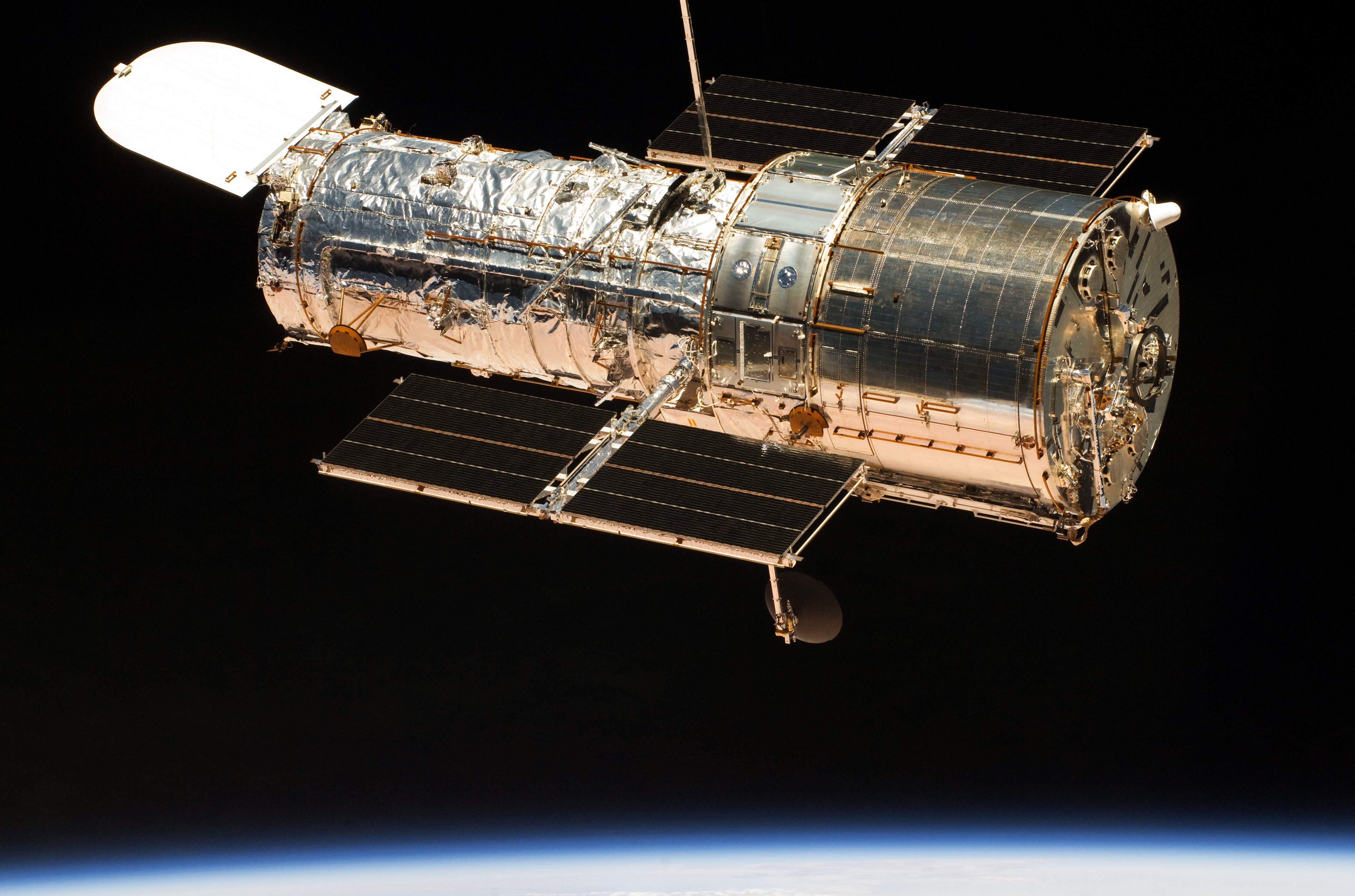
Teleskop Hubble’a widziany z pokładu promu kosmicznego Atlantis po ostatniej misji serwisowej STS-125, w 2009 roku.

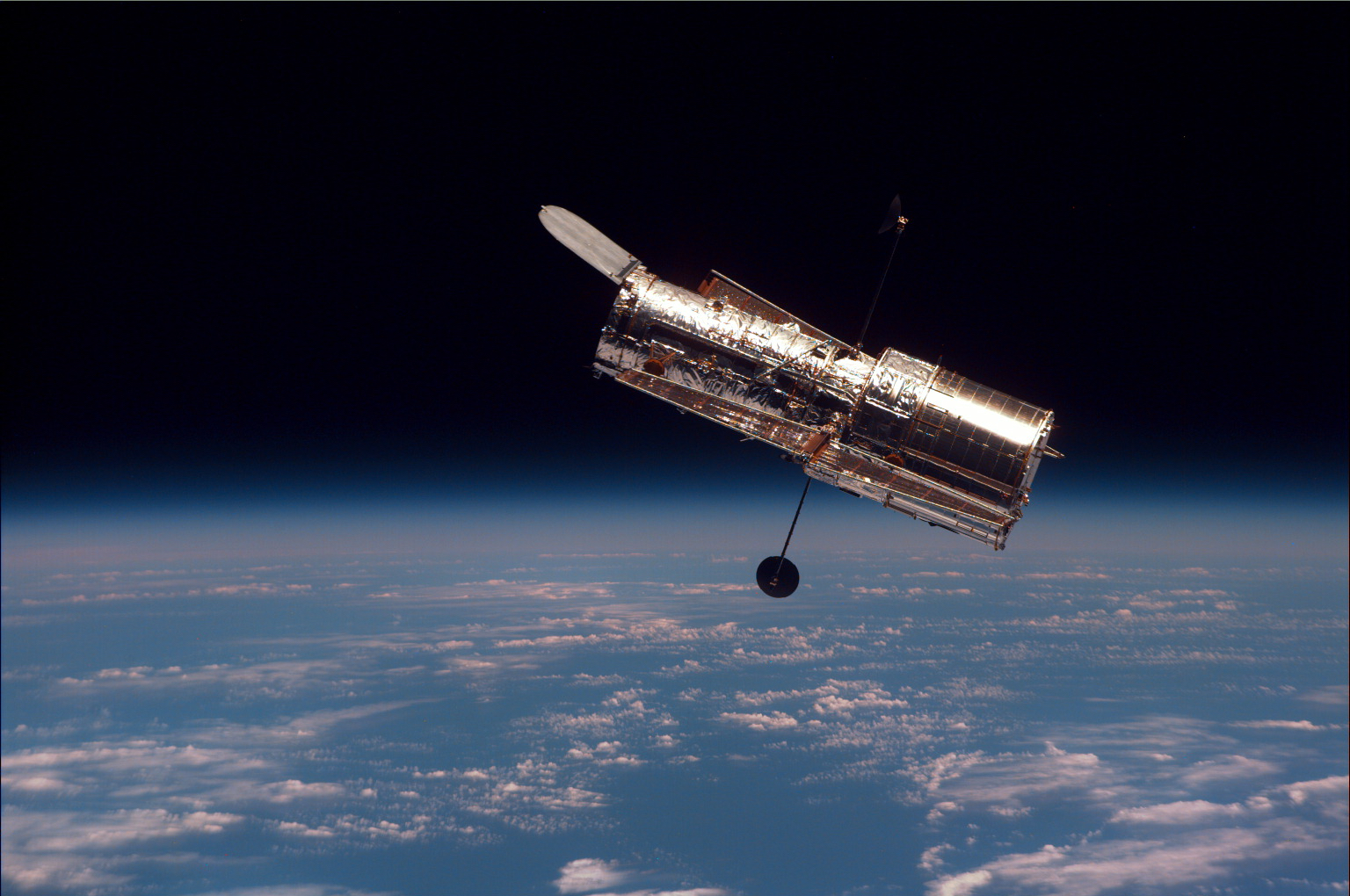
Teleskop Hubble’a widziany z pokładu promu kosmicznego Discovery. Zdjęcie wykonano podczas drugiej misji serwisowej STS-82, w 1997.

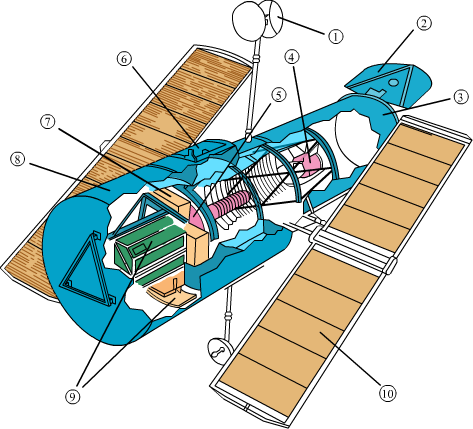
Budowa teleskopu Hubble’a

Kosmiczny Teleskop Hubble’a, HST (od ang. Hubble Space Telescope), teleskop Hubble’a – teleskop kosmiczny poruszający się po niskiej orbicie okołoziemskiej, nazwany na cześć amerykańskiego astronoma Edwina Hubble’a. 24 kwietnia 1990 roku został wyniesiony na orbitę przez prom kosmiczny Discovery podczas misji STS-31.
Od momentu wystrzelenia w 1990 roku teleskop stał się jednym z najważniejszych przyrządów w historii astronomii. HST jest efektem współpracy NASA i ESA. Wspólnie z teleskopami Comptona, Chandra oraz Spitzera jest częścią programu Great Observatories.
Idea teleskopów kosmicznych powstała w roku 1923. Hubble został sfinansowany w latach siedemdziesiątych XX wieku, jednak ze względu na problemy techniczne i budżetowe oraz katastrofę promu Challenger realizacja projektu była systematycznie odkładana. Po wyniesieniu na orbitę naukowcy odkryli, że główne zwierciadło na skutek błędnego działania aparatury pomiarowej na Ziemi miało nieprawidłowy profil, przez co zdolność rozdzielcza całego teleskopu znacznie odbiegała od oczekiwanej. W 1993 roku wysłano pierwszą misję serwisową, która przywróciła parametry teleskopu do pierwotnie zakładanej jakości. Umiejscowienie poza ziemską atmosferą daje mu znaczącą przewagę nad teleskopami naziemnymi – zdjęcia nie są rozmazane oraz podatne na skutki zanieczyszczenia świetlnego. Ekstremalnie Głębokie Pole Hubble’a jest najdalej sięgającym astronomicznie zdjęciem, jakie kiedykolwiek wykonano w świetle widzialnym. Wiele obserwacji Hubble’a okazało się przełomowych, pomagając astronomom w lepszym zrozumieniu wielu fundamentalnych problemów astrofizyki.
Hubble to jedyny teleskop serwisowany przez astronautów w przestrzeni kosmicznej. Dotychczas odbyło się pięć misji serwisowych. Pierwsza misja serwisowa miała miejsce w grudniu 1993 roku. Misje 2, 3A oraz 3B wykonały niezbędne naprawy podzespołów oraz dokonały wymiany niektórych instrumentów obserwacyjnych na nowocześniejsze. Po katastrofie promu Columbia w 2003 roku piąta misja serwisowa została ze względów bezpieczeństwa zawieszona. Dopiero 31 października 2006 roku administrator NASA Mike Griffin wyraził na nią zgodę (planowana wówczas na 8 października 2008 roku). Opóźnienia w realizacji planu startów wahadłowców oraz awaria samego teleskopu spowodowały kolejne przesunięcie terminu misji na 12 maja 2009 roku (misja STS-125).
Prom Endeavour, ulokowany w kompleksie startowym 39, pełnił funkcję środka ostrożności mogącego wystartować z misją ratowniczą STS-400 w sytuacji zagrożenia pracy misji remontowania teleskopu.
Teleskop ma działać do lat 2030–2040. Kosmiczny Teleskop Jamesa Webba, często opisywany jako następca HST, został wyniesiony na orbitę 25 grudnia 2021. Ma do niego dołączyć Kosmiczny Teleskop Roman, dysponujący zwierciadłem o tej samej średnicy co Hubble. W planach jest teleskop Habitable Worlds Observatory, nawiązujący do wcześniejszego projektu LUVOIR / ATLAST.

## Koncepcja, projektowanie i cele

### Propozycje i prekursorzy
W 1923 roku niemiecki naukowiec Hermann Oberth, który obok Roberta Goddarda i Konstantego Ciołkowskiego uważany jest za ojca współczesnej techniki rakietowej, wydał rozprawę doktorską Die Rakete zu den Planetenräumen („Rakietą w przestrzeń międzyplanetarną”), w której zawarł pomysł sposobu wyniesienia teleskopu na orbitę przy pomocy rakiety.
Historia Kosmicznego Teleskopu Hubble’a ma swój początek w 1946 roku, kiedy astronom Lyman Spitzer napisał referat zatytułowany Zalety pozaziemskiego obserwatorium astronomicznego. Autor rozważał w nim praktyczną wyższość obserwatoriów pozaziemskich nad umieszczonymi na powierzchni planety. Rozdzielczość kątowa (najmniejsza odległość między dwoma obiektami umieszczonymi blisko siebie, przy której są one rozróżnialne) miała być ograniczona jedynie przez dyfrakcję i wolna od efektów turbulencji w atmosferze powodujących migotanie gwiazd. (Wówczas teleskopy naziemne miały rozdzielczość 0,5-1,0 sekundy kątowej, przy czym teoretycznie teleskop ze zwierciadłem o średnicy 2,5 m powinien osiągać rozdzielczość rzędu 0,05 sekundy kątowej.) Następnie teleskop umieszczony w przestrzeni kosmicznej mógłby obserwować w podczerwieni i ultrafiolecie, silnie absorbowanych przez atmosferę.
Spitzer poświęcił większość kariery na realizację projektu kosmicznego teleskopu. W 1962 roku Amerykańska Akademia Nauk zasugerowała rozwój programu w ramach lotów kosmicznych, a w 1965 roku Spitzer został mianowany przewodniczącym komisji, której zadaniem było zdefiniowanie zadań naukowych dla dużego teleskopu kosmicznego.
Astronomia oparta na badaniach z przestrzeni kosmicznej rozpoczęła się na niewielką skalę podczas II wojny światowej, kiedy naukowcy zaczęli wykorzystywać coraz bardziej rozwijającą się technologię rakietową. Pierwsze zdjęcie Słońca w ultrafiolecie zostało zrobione w 1946 roku. Orbitujący teleskop słoneczny został wystrzelony w 1962 roku przez Wielką Brytanię jako część programu kosmicznego Ariel, a w 1966 NASA przeprowadziła pierwszą misję w ramach Orbitalnych Obserwatoriów Astronomicznych (OAO). Niestety bateria pierwszego satelity OAO-1 zepsuła się niespełna po trzech dniach pracy, kładąc kres misji. Kolejny satelita, oznaczony jako OAO-2, prowadził obserwacje gwiazd i galaktyk w ultrafiolecie w latach 1968–1972, pomimo iż początkowo czas pracy był szacowany na rok.
Misje OAO ukazały, jak ważną rolę w astronomii mogą odgrywać obserwatoria pozaziemskie. W 1968 NASA zaplanowała umieszczenie w przestrzeni kosmicznej 3-metrowej średnicy teleskopu zwierciadlanego, nazwanego prowizorycznie Wielkim Teleskopem Kosmicznym (LST), z datą startu szacowaną na rok 1979. Plany te wzmocniły nacisk na potrzebę załogowych misji remontowych, aby zapewnić długie funkcjonowanie bardzo drogiego programu. Zbieżność rozwoju programu statków kosmicznych wielokrotnego użytku dawała nadzieję, iż niebawem pomysł doczeka się realizacji.

### Poszukiwanie funduszy
Sukces programu OAO doprowadził do zgody w środowisku astronomów, które uznało, iż budowa LST jest celem priorytetowym. W 1970 roku NASA powołała dwie komisje: jedną odpowiedzialną za stronę techniczną projektu, drugą do wyznaczenia naukowych celów misji. Po ich ustaleniu głównym problemem NASA stało się znalezienie funduszy na realizację projektu, wielokrotnie przewyższających koszty teleskopu naziemnego. Kongres Stanów Zjednoczonych zakwestionował wiele punktów proponowanego budżetu i wymusił cięcia kosztów przygotowań, skupiających się w owym czasie na doborze przyrządów i narzędzi dla teleskopu. W 1974 roku, w wyniku nacisków Geralda Forda, Kongres Stanów Zjednoczonych wstrzymał jego finansowanie.
W tej sytuacji wielu astronomów spotkało się z kongresmenami i senatorami; zostały również zorganizowane kampanie pisania listów na wielką skalę. Narodowa Akademia Nauk opublikowała raport podkreślający potrzebę kosmicznego teleskopu. Ostatecznie senat zgodził się na połowę budżetu początkowo zaakceptowanego przez Kongres.
Redukcja środków pieniężnych doprowadziła do zmniejszenia skali projektu. Ze względu na cięcia budżetowe, jak i chęć otrzymania efektywniejszej konfiguracji oprzyrządowania teleskopu, średnica zwierciadła została zmniejszona z zakładanych 3 metrów do 2,4. Planowane wystrzelenie prototypu z 1,5-metrowym zwierciadłem do przetestowania systemów użytych w głównym projekcie zostało zaniechane, kwestie finansowe zadecydowały również o współpracy z Europejską Agencją Kosmiczną. Zgodziła się ona na sfinansowanie i dostarczenie oprzyrządowania pierwszej generacji wraz z zasilającymi je panelami słonecznymi oraz powołania kadry obsługującej projekt na terenie USA – w zamian za gwarancję, że europejscy astronomowie będą mieli udostępnione przynajmniej 15% czasu obserwacji. Kongres ostatecznie wyasygnował 36 mln dolarów na rok 1978. Rozpoczęło się projektowanie LST, ustalono datę wystrzelenia na rok 1983. Na początku lat 80. teleskop został nazwany nazwiskiem Edwina Hubble’a, który dokonał jednego z największych odkryć XX wieku, polegającego na stwierdzeniu, że Wszechświat się rozszerza.

### Konstruowanie

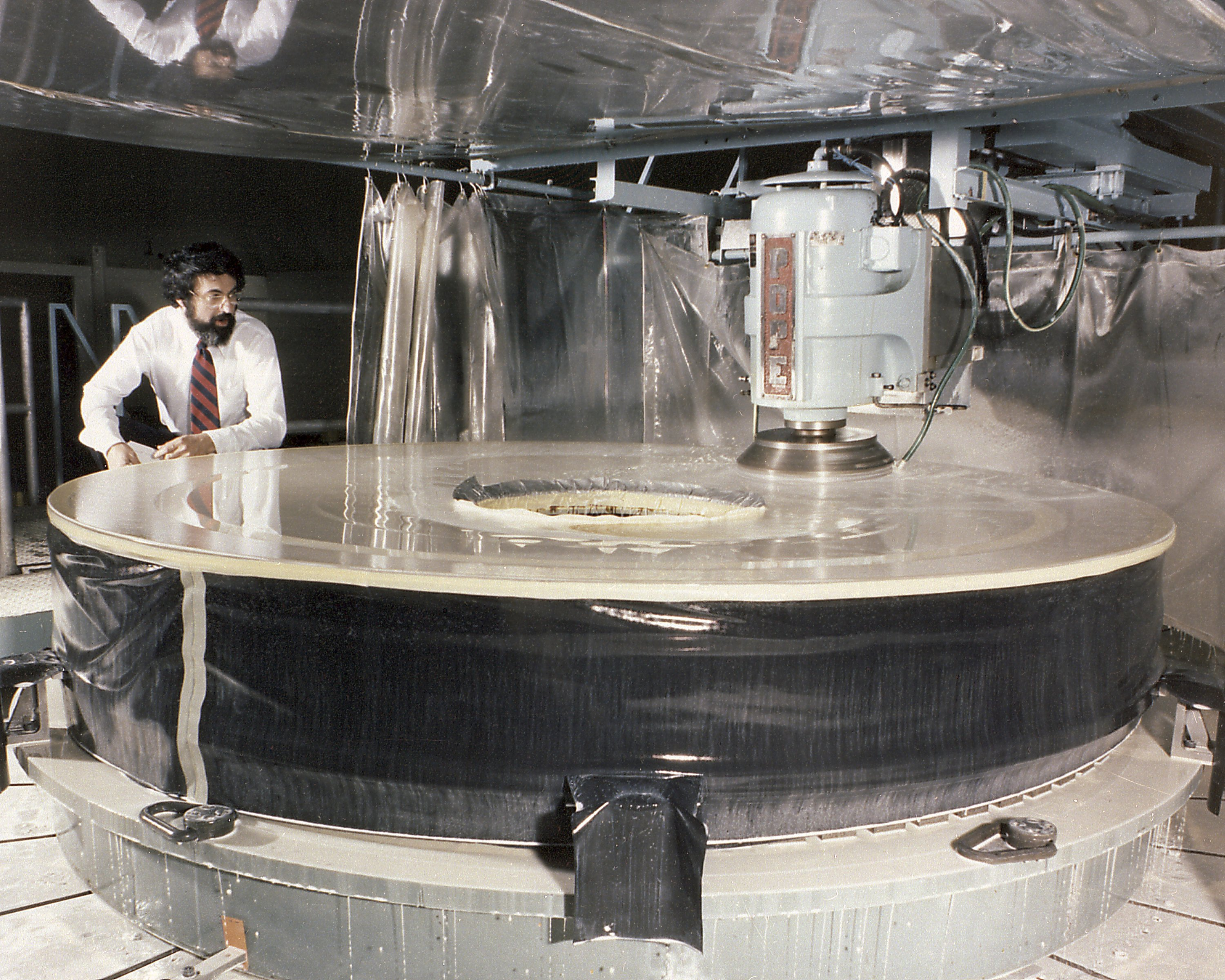
Polerowanie głównego zwierciadła teleskopu w firmie Perkin-Elmer, w mieście Danbury w maju 1979 roku. Na zdjęciu widoczny jest inżynier Martin Yellin.

Od tego momentu praca nad programem została przydzielona wielu instytucjom. Centrum Lotów Kosmicznych imienia George’a C. Marshalla było odpowiedzialne za zaprojektowanie, rozwój i konstrukcję teleskopu, natomiast Centrum Lotów Kosmicznych imienia Roberta H. Goddarda za całkowitą kontrolę nad instrumentami badawczymi oraz naziemne centrum dowodzenia misją. Centrum Marshalla zleciło firmie optycznej Perkin-Elmer zaprojektowanie i wyprodukowanie Optical Telescope Assembly (OTA) oraz Fine Guidance Sensors. Lockheed został upoważniony do skonstruowania statku kosmicznego, w którym będzie ulokowany teleskop.

### Optical Telescope Assembly (OTA)
Najważniejszym elementem teleskopu było zaprojektowane do wymagających warunków zwierciadło wraz z systemami optycznymi. Teleskopy optyczne mają zazwyczaj zwierciadła wypolerowane z dokładnością do dziesiątej części długości fali świetlnej, lecz ze względu na szerokie spektrum wykonywanych obserwacji (od ultrafioletu aż po podczerwień) zwierciadło Hubble’a musiało być wykonane z dokładnością do 10 nanometrów (około 1/65 długości światła czerwonego).
Perkin-Elmer korzystała przy polerowaniu z systemów komputerowego wspomagania wytwarzania, jednak na wypadek problemów z najnowocześniejszą technologią NASA zażądała od PE zlecenia firmie Kodak wykonania zapasowego zwierciadła przy użyciu tradycyjnych technik polerowania (Zespół złożony z firm Kodak i Itek również składał swoją ofertę pierwotnego polerowania. Wymagała ona zaangażowania dwóch firm w celu podwójnego sprawdzenia finalnego produktu, co z dużym prawdopodobieństwem przyczyniłoby się do znalezienia wady, która spowodowała późniejsze problemy teleskopu). Obecnie zwierciadło wykonane przez firmę Kodak jest stałą ekspozycją w Instytucie Smithsona. Zwierciadło firmy Itek jest używane w 2,4-metrowej średnicy teleskopie Magdalena Ridge Observatory.
Prace nad zwierciadłem rozpoczęły się w 1979 roku, kiedy Perkin-Elmer otrzymała od firmy Corning półfabrykat ze szkła. Aby zredukować jego masę do minimum, wierzchnia i spodnia warstwa o grubości 1 cala każda, przykryły kratownicę o strukturze plastra miodu. W celu redukcji nakładów finansowych NASA zaniechała prac nad zapasowym zwierciadłem i ustaliła datę wystrzelenia na październik 1984. Pokrycie wierzchniej warstwy 65 nm grubości refleksyjną powłoką aluminiową i 25 nm warstwą ochronną fluorku magnezu zakończyło w 1981 roku prace nad zwierciadłem.
Wraz z rosnącymi opóźnieniami w terminarzu prac nad pozostałymi częściami OTA oraz stale powiększającym się budżetem zaczęły narastać wątpliwości co do kompetencji Perkin-Elmer. W odpowiedzi na terminarz określony jako „chwiejny i codziennie zmienny” NASA przełożyła datę startu na kwiecień 1985. Opóźnienia firmy rosły w tempie jednego miesiąca na kwartał, a na każdy dzień pracy przypadał jeden przerwy. Z tego też względu NASA została zmuszona do przesunięcia startu kolejno na marzec i wrzesień 1986 roku. Do tego momentu całkowity budżet projektu wzrósł do 1,175 mld dolarów.

### Systemy pokładowe

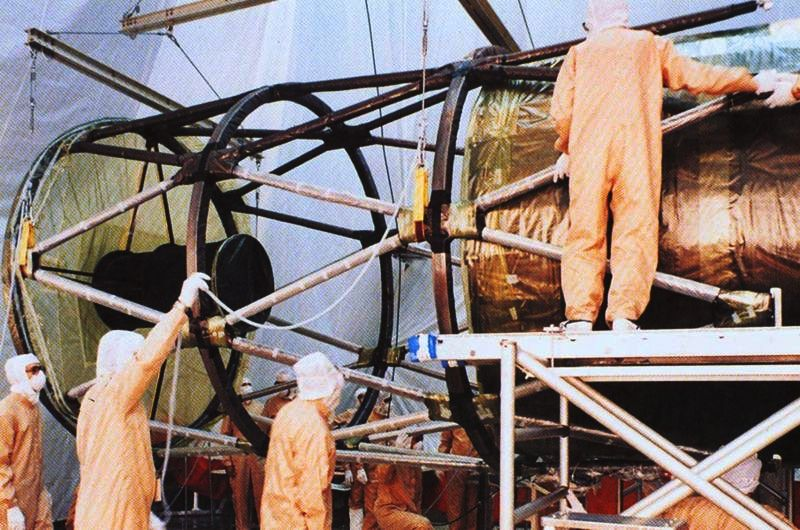
Konstrukcja teleskopu Hubble’a

Kolejnym, równie wymagającym elementem teleskopu był statek kosmiczny, w którym zamontowane miały być instrumenty pokładowe. Konstrukcja miała wytrzymywać częste przejścia z bezpośredniego działania promieni słonecznych w cień Ziemi (generujące duże zmiany temperatury), a przy tym pozostawać wystarczająco stabilna do wykonywania precyzyjnych pomiarów. Powłoka zintegrowanej izolacji wielowarstwowej utrzymuje stałą wewnętrzną temperaturę i otacza lekki aluminiowy kadłub teleskopu. W jego wnętrzu szkielet wykonany z tworzywa sztucznego wzmacnianego włóknem węglowym sztywno utrzymuje pracujące części teleskopu.

### System śledzenia i transmisji danych
Do komunikacji z HST służą specjalne satelity umieszczone na orbicie geostacjonarnej. Są to satelity śledzenia i transmisji danych (Tracking and Data Relay Satellite System, TDRSS). Sterowanie położeniem teleskopu możliwe jest wtedy, gdy co najmniej jeden z tych satelitów znajduje się w zasięgu anten kierunkowych teleskopu. HST wykonuje ustalony program zadań i rejestruje wyniki, które są przesyłane na Ziemię w czasie, gdy w zasięgu systemu komunikacyjnego teleskopu znajduje się chociaż jeden satelita TDRSS. System wykorzystuje do komunikacji z HST trzy satelity, pozostałe są traktowane jako rezerwowe.

### Schemat działania systemu TDRSS
1. Do HST dociera światło z kosmosu
2. Teleskop rejestruje światło bez zakłóceń, których źródłem byłaby atmosfera ziemska
3. Satelity TDRSS odbierają dane wysłane przez HST dwukrotnie w ciągu 24 godzin
4. Stacja w White Sands odbiera dane wysłane przez satelity TDRSS
5. Centrum Kontroli Kosmicznego Teleskopu odbiera dane z White Sands za pomocą linii naziemnych oraz satelitów telekomunikacyjnych
6. Instytut Naukowy Teleskopu Kosmicznego opracowuje dane z HST

### Katastrofa promu Challenger
Na początku 1986 roku planowane na październik wystrzelenie teleskopu wydawało się realne, jednak katastrofa promu Challenger wstrzymała program lotów kosmicznych, tym samym program kosmicznego teleskopu został odroczony na wiele lat. Wszystkie części Hubble’a musiały być przetrzymywane w specjalnych pomieszczeniach, systematycznie podnosząc całkowity koszt programu.
Ostatecznie, po wznowieniu lotów wahadłowców w 1988 roku, wystrzelenie teleskopu zostało zaplanowane na rok 1990. W ramach przygotowań cały kurz, który osadził się na głównym zwierciadle, został usunięty za pomocą dysz z azotem. W celu sprawdzenia pełnej funkcjonalności systemów wszystkie zostały poddane skrupulatnym testom. Wreszcie 24 kwietnia 1990 roku misja STS-31 promu Discovery zakończyła się sukcesem i teleskop został umieszczony na orbicie.
Początkowo program miał kosztować 400 mln dolarów, ostatecznie skonstruowanie samego teleskopu pochłonęło 2,5 mld dolarów. Całkowity koszt okazał się wielokrotnie wyższy. Wydatki USA oszacowano na około 4,5 do 6 mld dolarów, europejskie – na 593 miliony euro (dane na rok 1999).

## Problemy i naprawy
Począwszy od pomysłu w 1946 aż do momentu wystrzelenia projekt budowy teleskopu kosmicznego był trapiony przez opóźnienia i problemy finansowe.
Natychmiast po jego umieszczeniu na orbicie odkryto, że główne zwierciadło na skutek błędnego działania aparatury pomiarowej na Ziemi miało niewłaściwy profil, przez co zdolność rozdzielcza całego teleskopu znacznie odbiegała od oczekiwanej. W 1993 wysłano pierwszą misję serwisową, która m.in. zainstalowała moduł COSTAR korygujący obraz i niwelujący skutki wadliwego zwierciadła. Od tego czasu teleskop stał się istotnym narzędziem obserwacyjnym dla astronomii. HST jest efektem współpracy NASA i Europejskiej Agencji Kosmicznej, wspólnie z teleskopami Comptona, Chandra oraz Spitzera jest częścią programu Great Observatories.
Kosmiczny Teleskop Hubble’a jest jedynym teleskopem, który może być serwisowany przez astronautów. Na chwilę obecną odbyło się pięć misji serwisowych (STS-61, STS-82, STS-103, STS-109, STS-125). Pierwsza misja serwisowa odbyła się w grudniu 1993, aby zainstalować moduł COSTAR i wymienić główną kamerę WF/PC zastępując ją WFPC2. Druga misja serwisowa w lutym 1997 roku zainstalowała dwa nowe przyrządy. Trzecia misja serwisowa została podzielona na dwa zadania: w grudniu 1999 w celu wykonania pilnych napraw, następnie w marcu 2002 aby zainstalować Advanced Camera for Surveys.
Od tego momentu HST stracił możliwość korzystania z dwóch głównych instrumentów badawczych, działając przy tym z ograniczonym polem widzenia spowodowanym nasilającymi się problemami z żyroskopami. Na pokładzie teleskopu jest zainstalowanych sześć żyroskopów i trzy z nich są normalnie używane do obserwacji. Jakkolwiek po dalszych usterkach i w związku ze zbliżającymi się terminami konserwacji, w sierpniu 2005 została podjęta decyzja o wyłączeniu jednego z funkcjonujących żyroskopów i obsługiwaniu Hubble przy pomocy dwóch z nich i Czujników Systemu Orientacji. Ten tryb zachowuje doskonałą jakość zdjęć teleskopu i zapewnia konieczne odciążenie. Instalacja sześciu nowych żyroskopów jest włączona do listy zadań piątej misji serwisowej.
Posłuszeństwa odmówił Space Telescope Imaging Spectrograph, który przestał działać w sierpniu 2004 oraz Advanced Camera for Surveys, która zaprzestała pracy w styczniu 2007 (działanie zostało później przywrócone w trybie dalekiego ultrafioletu). W 2012 roku Hubble prowadził obserwacje za pomocą Wide Field Camera 3.
Po katastrofie promu Columbia piąta misja serwisowa, planowana na 2004, została ze względów bezpieczeństwa zawieszona. NASA określiła załogową misję za zbyt niebezpieczną w związku z brakiem dostępu do Międzynarodowej Stacji Kosmicznej, która mogłaby posłużyć za bezpieczne schronienie dla załogi promu kosmicznego wysłanego na orbitę teleskopu. Z racji różnej inklinacji orbit prom nie jest w stanie podróżować między orbitami HST i ISS. Dopiero 31 października 2006 administrator NASA Mike Griffin dał zielone światło promowi Atlantis do wykonania ostatecznej misji serwisowej (start planowany na październik 2008 został odroczony na początek 2009). Jako środek ostrożności NASA posiadała prom Endeavour ulokowany w Kompleksie startowym 39 na wypadek zaistnienia sytuacji krytycznej. Misja remontu i rozbudowy teleskopu odbyła się w maju 2009.
W nocy z 5 na 6 października 2018 roku doszło do awarii jednego z trzech żyroskopów wykorzystywanych do kierowania teleskopu na obiekty astronomiczne, w związku z czym HST znalazł się w trybie awaryjnym i wstrzymano wszelkie obserwacje. 18 października 2018 problemy z żyroskopami udało się rozwiązać i przywrócono teleskop do pracy. Później, w styczniu 2019, pojawiły się problemy z telemetrią teleskopu; usunięto je po kilku dniach i przywrócono HST do pracy.

### Pierwsze światło
20 maja 1990 roku rozpoczęła się nowa era w dziejach astronomii. Teleskop zarejestrował „pierwsze światło” – był to wielki dzień dla pracujących przy HST inżynierów i astronomów. Jako pierwszy obiekt wybrano gromadę otwartą NGC 3532, a jako detektor – szerokokątną kamerę WF/PC. Pod względem naukowym obraz nie był porażający, ale sam fakt, że teleskop działał, czynił go niezwykłym. Patrzący na ekrany monitorów byli uradowani, tymczasem wśród ludzi, którzy pracowali, aby przedstawić ten obraz, zapanował niepokój. Stwierdzono, że zwierciadło ma niewłaściwy kształt. Okazało się, że problem polega na aberracji sferycznej, wprowadzonej przez zwierciadło główne. Rozważano możliwość sprowadzenia teleskopu na Ziemię. O wiele lepiej przedstawiała się opcja naprawy na orbicie. Ostatecznie wybrano ten drugi wariant.

## Wyniki naukowe

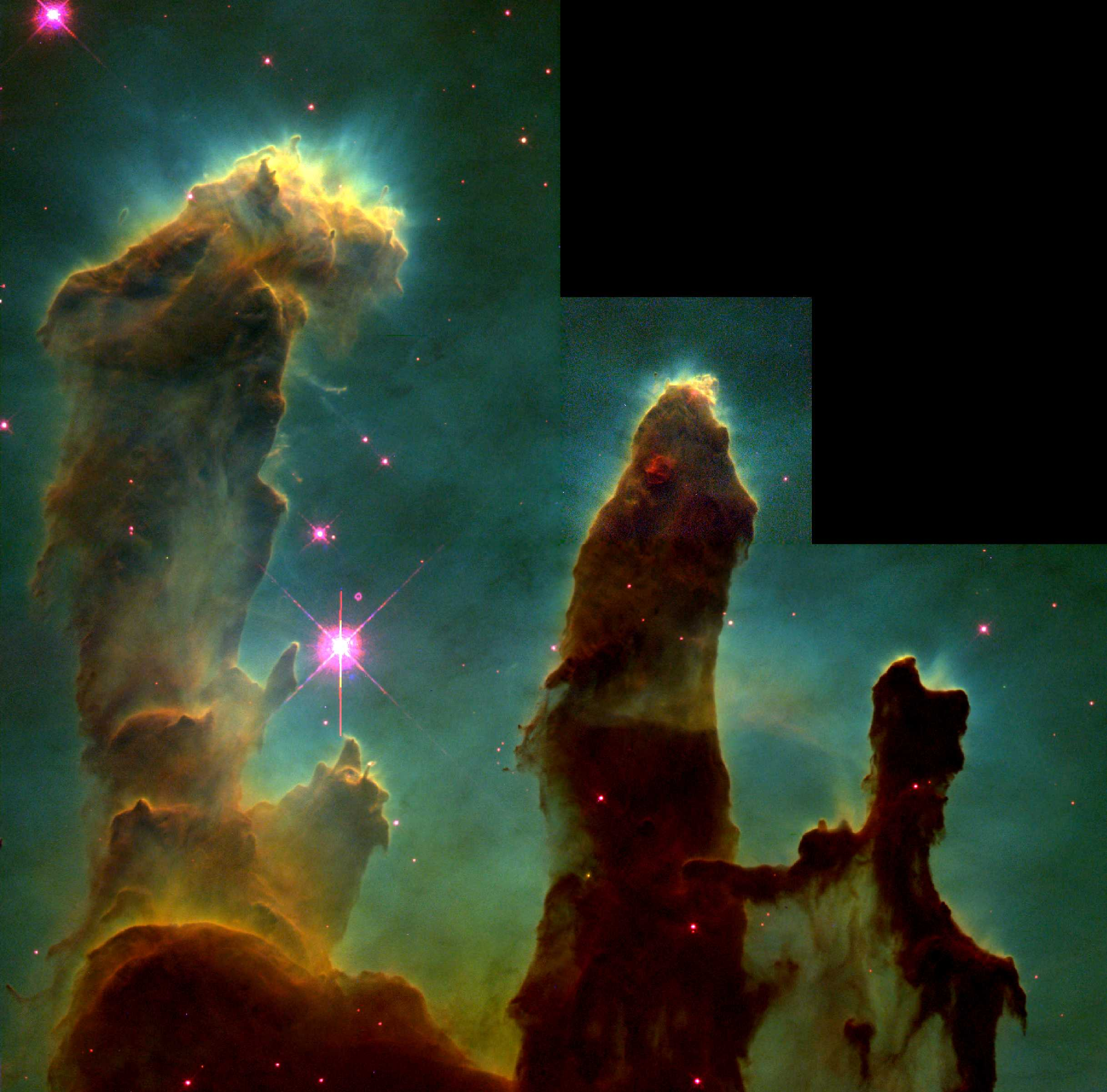
Filary Stworzenia w mgławicy emisyjnej Orzeł – jedno z najsłynniejszych zdjęć teleskopu Hubble’a.

Do końca 2011 roku na podstawie danych z Hubble’a napisano ponad 10 000 prac naukowych. Teleskop Hubble’a pomógł w rozwikłaniu długowiecznych problemów astronomicznych, dostarczył również wiele danych, których wyjaśnienie wymaga nowych teorii. Spośród nich głównymi celami misji był dokładniejszy pomiar odległości do Cefeid, w wyniku czego stała Hubble’a, która określa tempo rozszerzania się Wszechświata proporcjonalnie do jego wieku, mogła być precyzyjniej oszacowana. Przed wystrzeleniem teleskopu błąd tego oszacowania wynosił ponad 50%, wraz z wykonaniem pomiarów odległości do cefeid w Gromadzie galaktyk w Pannie i innych dalekich gromad zmniejszył się do 10%.
Oprócz pomocy w dokładniejszym oszacowaniu wieku Wszechświata Hubble wprowadził wiele wątpliwości odnośnie do jego przyszłości. Astronomowie z High-z Supernova Search Team i Supernova Cosmology Project użyli teleskopu do obserwacji odległej supernowej i odkryli, iż rozszerzanie się Wszechświata, do tej pory uważane za proces spowalniający pod wpływem sił grawitacji, może być w rzeczywistości zjawiskiem przyśpieszającym. Owo przyśpieszanie zostało później dokładniej zmierzone przez inne naziemne oraz kosmiczne teleskopy, które potwierdziły odkrycie Hubble’a, jakkolwiek przyczyna tego zjawiska pozostaje nadal nieznana (zobacz też: ciemna energia).
Wysokiej jakości zdjęcia dostarczone przez teleskop były doskonałe do udowodnienia powszechnego występowania czarnych dziur w centrach sąsiednich galaktyk. Podczas gdy we wczesnych latach 60. XX wieku istnienie tych obiektów w centrach niektórych galaktyk było hipotezą, wraz z wytypowaniem w latach 80. XX wieku potencjalnych kandydatów i obserwacjami przy pomocy teleskopu stwierdzono, że czarne dziury są najprawdopodobniej częstym obiektem centr wszystkich galaktyk. Programy badawcze Hubble’a dowiodły później, że masy czarnych dziur w centrach galaktyk są silnie skorelowane z rozmiarami tych ostatnich.
Zderzenie komety Shoemaker-Levy 9 z Jowiszem w 1994 roku miało miejsce zaledwie kilka miesięcy po tym, jak Pierwsza Misja Serwisowa przywróciła pełną zdolność optyczną teleskopu. Wykonane zdjęcia planety były ostrzejsze, niż jakiekolwiek inne zrobione po minięciu jej w 1979 roku przez sondę Voyager 2 i stanowiły przełom w badaniach dynamiki kolizji komety z Jowiszem – zdarzenia przypadającego raz na kilka stuleci. Hubble został również użyty do badań nad obiektami znajdującymi się na obrzeżach Układu Słonecznego, włączając w to planety karłowate – Pluton oraz Eris.
Innymi głównymi odkryciami dokonanymi na podstawie informacji pochodzących z teleskopu są: dyski protoplanetarne w Wielkiej Mgławicy w Orionie; dowód na istnienie planet pozasłonecznych krążących naokoło gwiazd przypominających Słońce; optyczne odpowiedniki tajemniczych rozbłysków gamma.
W 2001 roku dzięki teleskopowi udało się po raz pierwszy wykryć atmosferę na planecie nienależącej do Układu Słonecznego. Również po raz pierwszy udało się poznać skład chemiczny takiej planety. Planeta HD 209458 b okrąża gwiazdę podobną do Słońca, odległą od Ziemi o 150 lat świetlnych, sama zaś jest gazowym olbrzymem podobnym do Jowisza. W skład atmosfery wchodzi tlen, węgiel i sód, a panująca tam temperatura jest wyższa niż na powierzchni Słońca.
Hubble’owi zawdzięczamy również fotografie niewielkich obszarów nieba, które są najdalej sięgającymi astronomicznie zdjęciami, jakie kiedykolwiek wykonano w świetle widzialnym. Widnieją na nich galaktyki odległe o miliardy lat świetlnych, których analiza przyczyniła się do powstania wielu prac naukowych, rzucających nowe spojrzenie na początki Wszechświata. Fotografie:
- Głębokie Pole Hubble’a
- Głębokie Południowe Pole Hubble’a
- Ultragłębokie Pole Hubble’a
- Ekstremalnie Głębokie Pole Hubble’a
- Hubble Legacy Field – mozaika zdjęć, która dokumentuje 16 lat obserwacji z Kosmicznego Teleskopu Hubble’a, zawiera około 265 000 galaktyk[44].

## Chronologia
- 1946: astrofizyk Lyman Spitzer przedstawił pomysł umieszczenia teleskopu na orbicie okołoziemskiej
- 1969: Narodowa Akademia Nauk (National Academy of Sciences) przedłożyła ideę projektu NASA
- 1971: w NASA powstał zespół naukowy (Large Space Telescope Science Steering Group) z zadaniem sporządzenia studium wykonalności zadania
- 1975: do projektu włączyła się Europejska Agencja Kosmiczna (ESA); nastąpiła zmiana specyfikacji technicznej; średnica zwierciadła została zmniejszona z 3 do 2,4 m
- 1977: Kongres Stanów Zjednoczonych podjął decyzję o finansowaniu programu
- 1981: zakończono prace nad zwierciadłem teleskopu (które później okazało się wadliwe); powołano Instytut Naukowy Teleskopu Kosmicznego (STSI) do zarządzania projektem
- 1983: teleskop oficjalnie otrzymał nazwę nadaną mu na cześć Edwina Hubble’a
- 1984: zakończono montaż systemów optycznych
- 1985: zakończono montaż statku kosmicznego (Kosmicznego Teleskopu Hubble’a)
- 1986: zaplanowany na jesień start został odwołany na skutek katastrofy promu Challenger
- 1990: 24 kwietnia teleskop został wyniesiony na orbitę przez prom Discovery (STS-31); 20 maja pierwszy obraz; w czerwcu naukowcy ustalili, że nieostre obrazy, które otrzymywali z teleskopu, to skutek wady zwierciadła
- 1993: w grudniu misja serwisowa nr 1 (STS-61) zamontowała w teleskopie optyczny moduł korekcyjny
- 1994: teleskop obserwował uderzenia fragmentów komety Shoemaker-Levy 9 w Jowisza
- 1997: w lutym druga misja serwisowa (STS-82) wymieniła niektóre części teleskopu
- 1998: dzięki teleskopowi stwierdzono, że ekspansja Wszechświata przyspiesza
- 1999: w grudniu misja serwisowa 3A (STS-103) dokonała wymiany wszystkich żyroskopów
- 2002: w marcu kolejna misja serwisowa 3B (STS-109) wymieniła panele słoneczne (trzecia wymiana paneli) i zainstalowała Zaawansowaną Kamerę Przeglądową (ACS)
- 2004: katastrofa Columbii (2003) oznaczała, że prawdopodobieństwo przeprowadzenia kolejnych misji serwisowych stało się niewielkie
- 2005: administrator NASA, Michael Griffin, podjął starania, by wznowić serwisowanie teleskopu
- 2006: zapadła decyzja o przeprowadzeniu kolejnej misji serwisowej
- 2009: w maju zrealizowano kolejną misję serwisową, nr 4 (STS-125); astronauci zainstalowali Kamerę Szerokokątną 3 (WFC3) I Spektrograf Początków Wszechświata (COS) oraz dokonali napraw Zaawansowanej Kamery Przeglądowej i Spektrometru Obrazującego Teleskopu Kosmicznego (STIS); usunęli i zabrali na Ziemię zbędny moduł korekcyjny zamontowany w 1993 roku; wszystkie te prace miały przedłużyć funkcjonowanie teleskopu co najmniej do 2013 roku
- 2018: jeden z trzech żyroskopów HST uległ awarii, przez co teleskop został wprowadzony w tryb awaryjny (do czasu ustalenia przyczyny problemów obserwacje nie były możliwe)
- 2021: awaria jednego z komputerów pokładowych spowodowała około miesięczną przerwę w pracy teleskopu[45]